# Пулемёт (журнал)
«Пулемёт» («Пулемёт Шебуева») — российский литературно-художественный сатирический иллюстрированный журнал, имевший политическую и антиправительственную направленность. Издавался Н. Г. Шебуевым в 1905—1906 годах.

## Редакция
- Н. Г. Шебуев — главный редактор, автор стихов и текстов.
- И. М. Грабовский — художник.

## История
Журнал «Пулемёт» начал издаваться журналистом Н. Г. Шебуевым 26 (13) ноября 1905 года. Первый же номер был конфискован, редактор препровожден в тюрьму и привлечён к судебной ответственности по ст. 103 («оскорбление Величества») и 128 («дерзостное неуважение к верховной власти») уголовного уложения. Судебная палата приговорила Шебуева к заключению в крепости на 1 год и постановила прекратить издание. Дело «Пулемета» послужило прологом к длинному ряду литературных процессов начала XX века.
«Пулемёт» был одним из наиболее популярных и интересных в литературном плане сатирических журналов, появившихся в начале XX века в России. Всего вышло 5 номеров и один дополнительный, «Экспресс». Журнал ненадолго возродился после Февральской революции 1917 года.